# روبرت سانت جون
روبرت سانت جون (بالإنجليزية: Robert William St. John)‏ هو ناشر وصحفي وكاتب أمريكي، ولد في 9 مارس 1902 في شيكاغو في الولايات المتحدة، وتوفي في 6 فبراير 2003 في والدورف في الولايات المتحدة.